# Сверло Форстнера

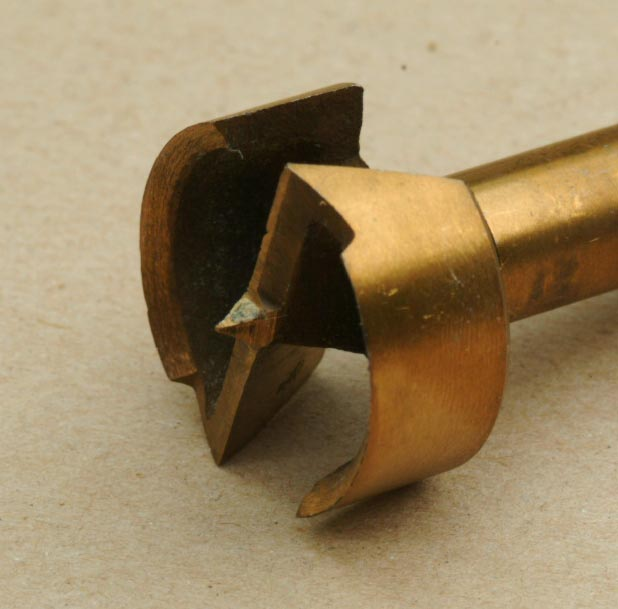
25 мм сверло Форстнера

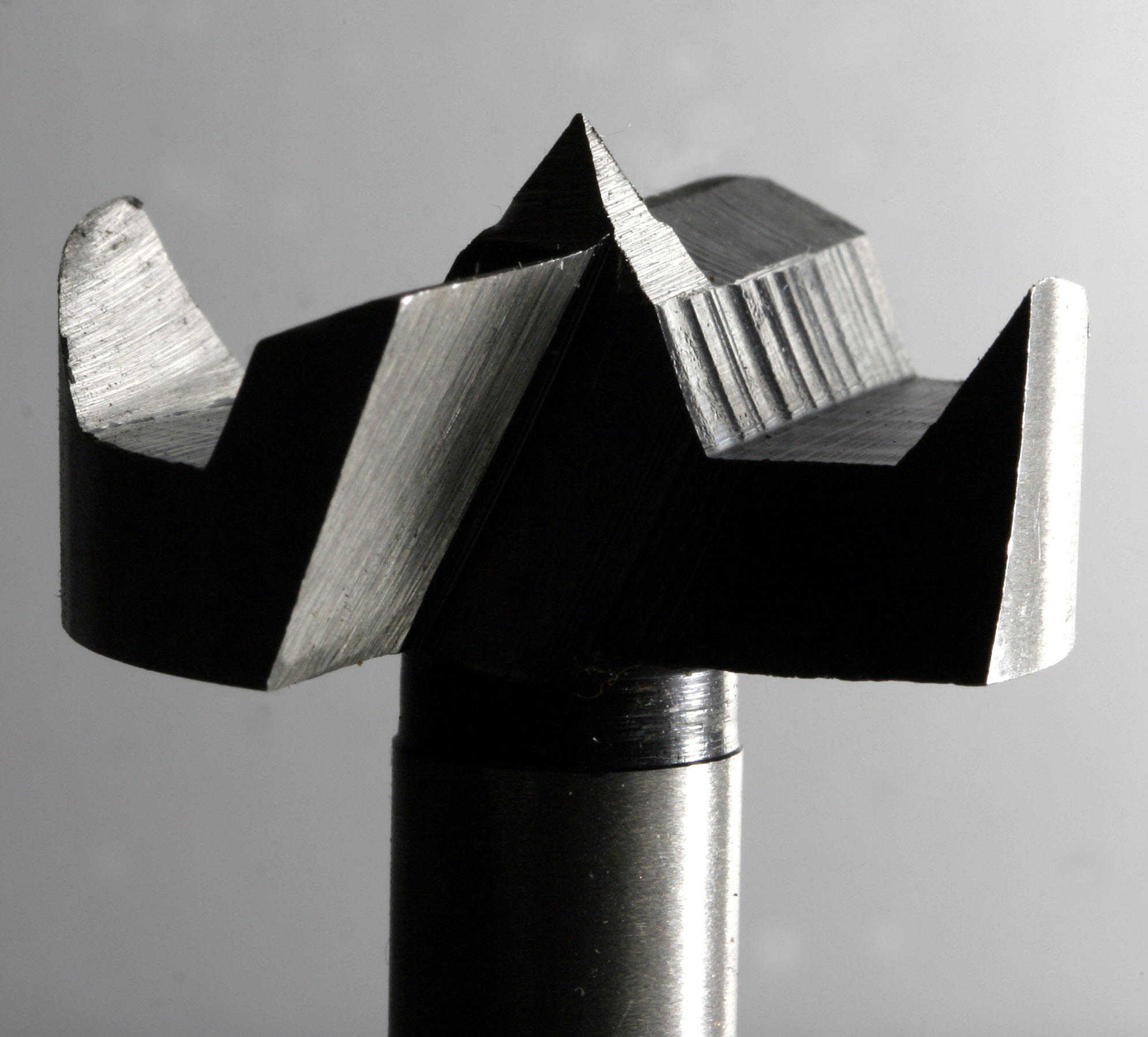
Сверло Форстнера

Сверло Форстнера было разработано в конце XIX века благодаря потребности в создании широких и аккуратных отверстий в древесине, быстро получив популярность среди плотников и мебельщиков.

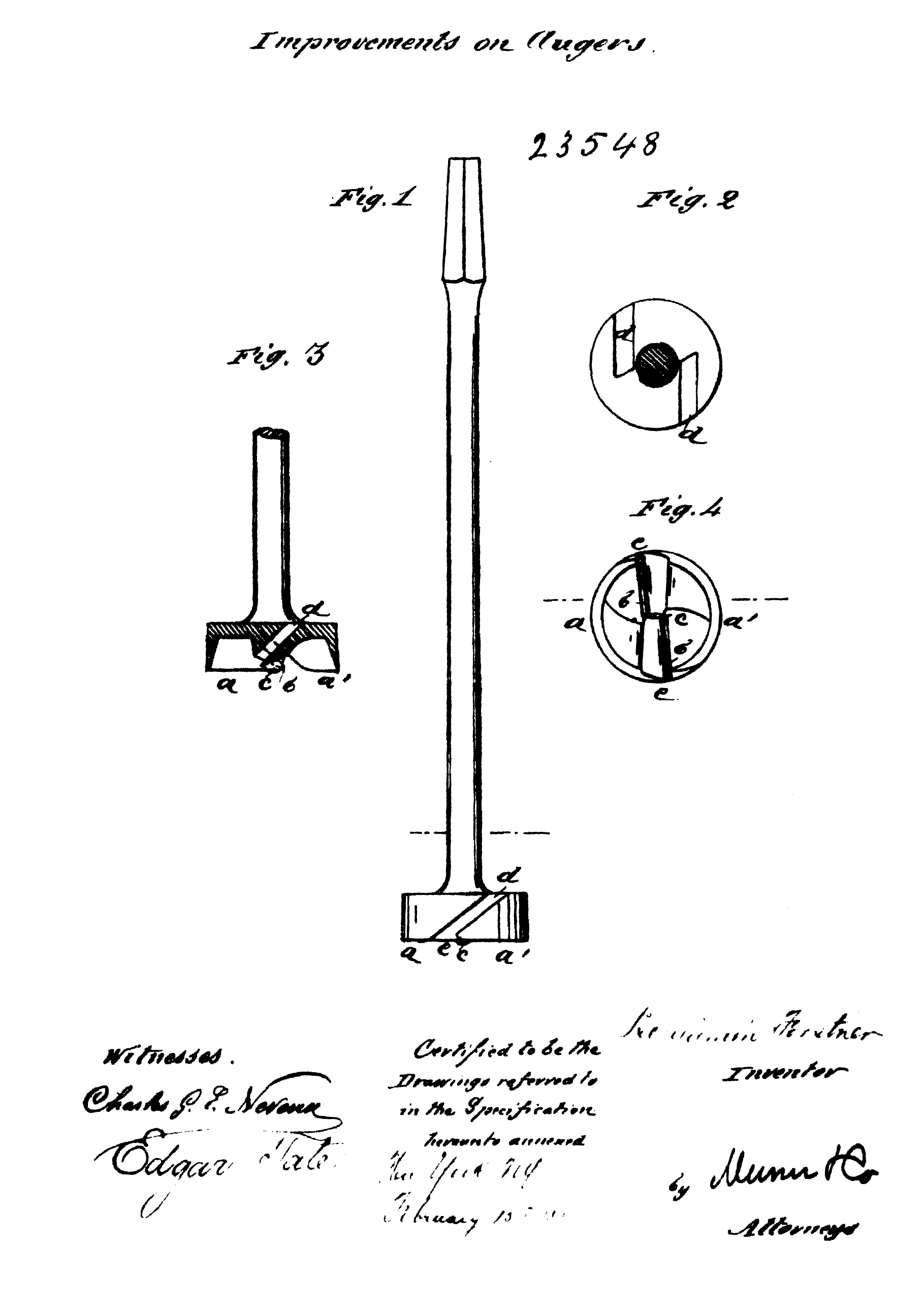
Патент CA23548 Б. Форстнера

В XIX веке, с прогрессом в обработке древесины и производстве мебели, возникла необходимость в инструментах, позволяющих создавать более глубокие и более широкие отверстия для различных соединений и креплений.
Сверло Форстнера было изобретено калифорнийским инженером и изобретателем, по имени Бенджамин Форстнер, который искал способ улучшить процессы сверления в дереве. Оно получило свое название в честь своего создателя.
Уникальная форма сверла, которое обладало центральным штифтом для точного центрирования и плоскими лезвиями, позволяла ему легко проникать в древесину, создавая аккуратные и глубокие отверстия. Это также обеспечивало близкое к идеальному дну отверстий, что значительно улучшало качество работы плотников.
С тех пор сверло Форстнера стало одним из основных инструментов в арсенале плотников и мебельщиков, используемым для широкого спектра задач от создания фурнитуры до сборки мебели.
Сверло Форстнера — это специализированное сверло, предназначенное для создания чистых и широких отверстий в древесине.
Сверло Форстнера имеет плоское лезвие, обладающее несколькими характеристиками:
- Используется для сверления широких отверстий в древесине, фанере и композитных материалах. Оно идеально подходит для тех случаев, когда требуется отверстие с гладкими стенками и ровным дном, например, при установке обычных петель или создания соединений.

- Сверла Форстнера доступны в различных диаметрах, что позволяет выбрать нужный инструмент в зависимости от задачи.

- При использовании сверла Форстнера важно следить за стабильностью сверлильного устройства, чтобы избежать его смещения и обеспечения точности.

Таким образом, сверло Форстнера является незаменимым инструментом для плотников и мебельщиков, обеспечивая высокую точность и качество работы с деревом.